# Phyllium bilobatum
Phyllium bilobatum is een insect uit de orde Phasmatodea (wandelende bladeren) en de familie Phylliidae. De wetenschappelijke naam van deze soort is voor het eerst geldig gepubliceerd in 1843 door Gray.

## Galerij

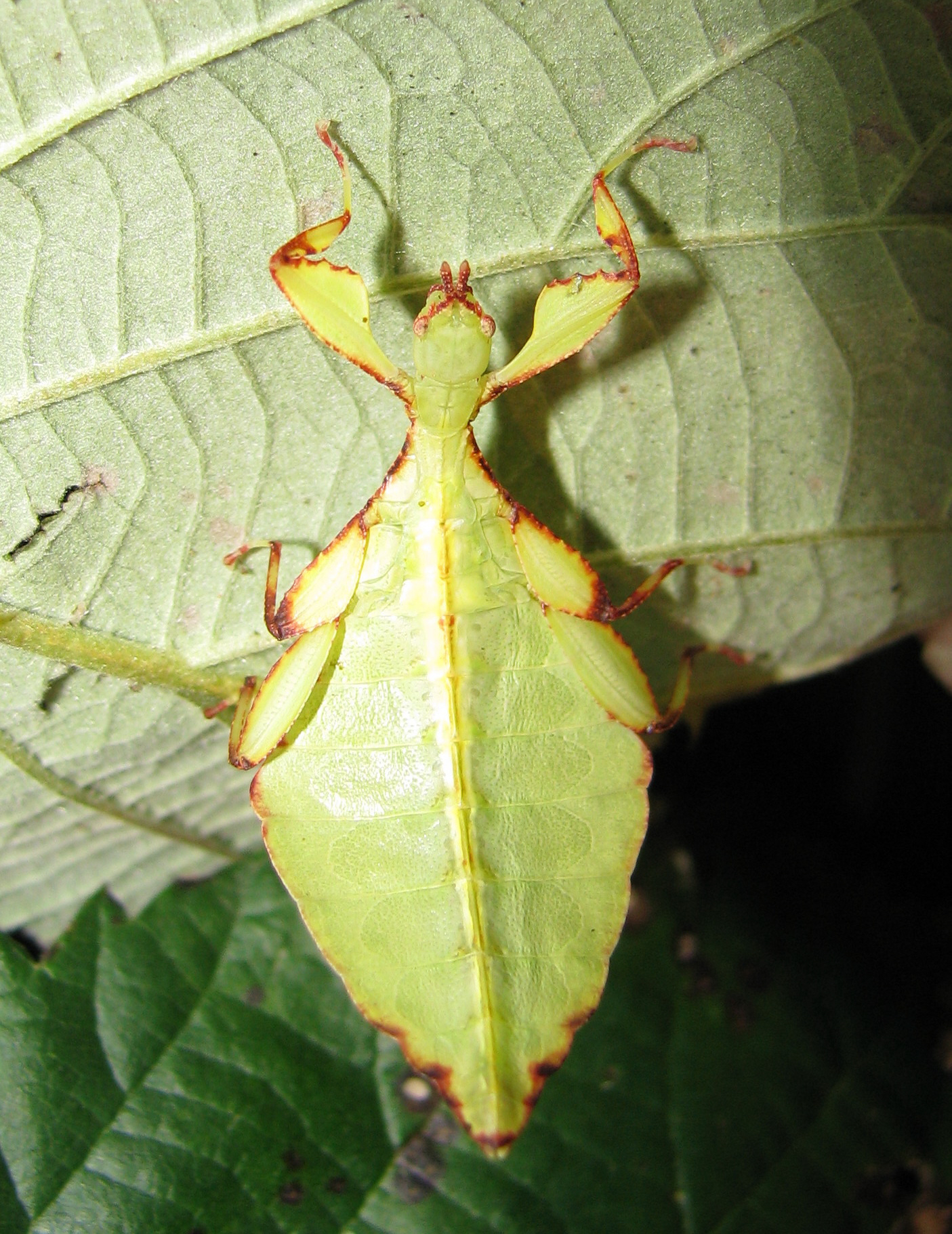
Vrouwelijke nimf
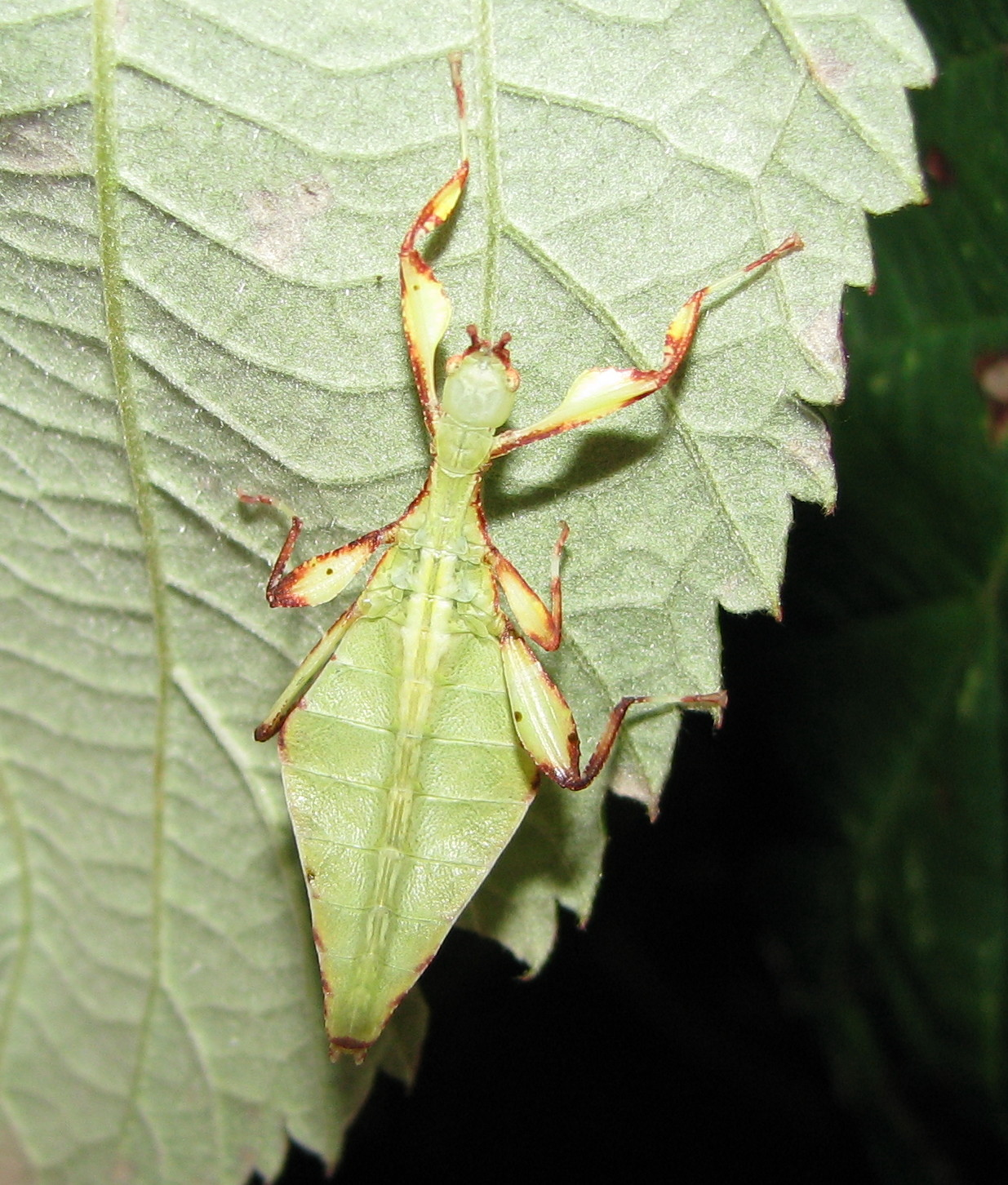
Mannelijke nimf